# ファム・ファタール
ファム・ファタール（仏: femme fatale、あるいはファム・ファタル）は、男にとっての「運命の女」（運命的な恋愛の相手、もしくは赤い糸で結ばれた相手）というのが元々の意味であるが、同時に「男を破滅させる魔性の女」のことを指す場合が多い。
相手が魅惑的であることを示す言葉に英語では「チャーミング (英語: charming)」という言い回しがあるが、ここには魔法や呪いに通じる意味合いがある。日本語においても「魅」の漢字は「魑魅魍魎」といった怪物の意味合いでも用いられている。フランス語であるファム・ファタールも同様に両義性が含まれている。
代表的なファム・ファタールとしては、サロメや妲己、褒姒などが挙げられる。
単なる「運命の相手」であったり、単なる「悪女」であるだけではファム・ファタールと呼ばれることはなく、それらを満たしながら「男を破滅させる魔性性」のある女性を指す。多くの場合、彼女たちに男性を破滅させようとする意図などはなく、複数人との恋愛をしたりお金を際限なく使ったりする自由奔放な生き方により、男性が振り回されることになる。
多くの場合、妖艶かつ魅惑的な容姿や性格をしており、色仕掛けや性行為などを駆使して、男を意のままに操る手腕に長けている。
『新約聖書』「福音書」などに伝わるサロメは、イエスに洗礼を授けた洗礼者ヨハネの首を求めたとするパロディーにより作為的に作られた代表的な悪女である。古来キリスト教世界から名が知られ、19世紀末から20世紀初め頃の世紀末芸術において好んで取り上げられたモチーフである。
なお、上記のような属性の男性を表す場合は、オム・ファタール（仏: Homme fatal、あるいはオム・ファタル）と呼ばれる。

## ファム・ファタールの一例

### 小説
フランス文学者の鹿島茂は著書『悪女入門 ファム・ファタル恋愛論』において以下の11作品を取り上げている。
- マノン・レスコー
- カルメン
- フレデリックとベルヌレット（フランス語: Frédéric et Bernerette）アルフレッド・ド・ミュッセ
- 従妹ベット
- 椿姫
- サランボー
- 彼方
- ナナ
- スワンの恋
- ナジャ
- マダム・エドワルダ（フランス語版） ジョルジュ・バタイユ

### 映画
フランス版『GQ』誌では「映画の中のファムファタル25人」として以下を挙げている。
- ベレニス・マーロウ 『007 スカイフォール』
- ソフィー・マルソー 『女写真家ソフィー』
- ニコール・キッドマン 『アイズ ワイド シャット』
- ブリジット・バルドー、ジェーン・バーキン 『ドンファン』
- サルマ・ハエック 『デスペラード』
- ジュリー・クリスティ 『ダーリング』
- シャーロット・ランプリング 『愛の嵐』
- ジャクリーン・ビセット 『ザ・ディープ』
- ペネロペ・クルス 『ブロウ』
- ソフィア・ローレン 『昨日・今日・明日』
- ジェシカ・アルバ 『シン・シティ』
- ミシェル・ファイファー 『スカーフェイス』
- ウルスラ・アンドレス 『007 ドクター・ノオ』
- ナタリー・ポートマン 『クローサー』
- リュディヴィーヌ・サニエ 『スイミング・プール』
- アンナ・カリーナ ジャン＝リュック・ゴダールのすべての作品
- ブルック・シールズ 『青い珊瑚礁』
- エヴァ・グリーン 『ドリーマーズ』
- エヴァ・メンデス 『アンダーカヴァー』
- ロミー・シュナイダー 『太陽が知っている』
- カトリーヌ・ドヌーブ 『昼顔』
- ジェーン・フォンダ 『逃亡地帯』
- ハル・ベリー 『ソードフィッシュ』
- ジーン・セバーグ 『勝手にしやがれ』
- モニカ・ベルッチ 『アレックス』

### 漫画・アニメ
- 峰不二子『ルパン三世』
- 野上冴子『シティーハンター』